# Озеряны (Олешанская сельская община)

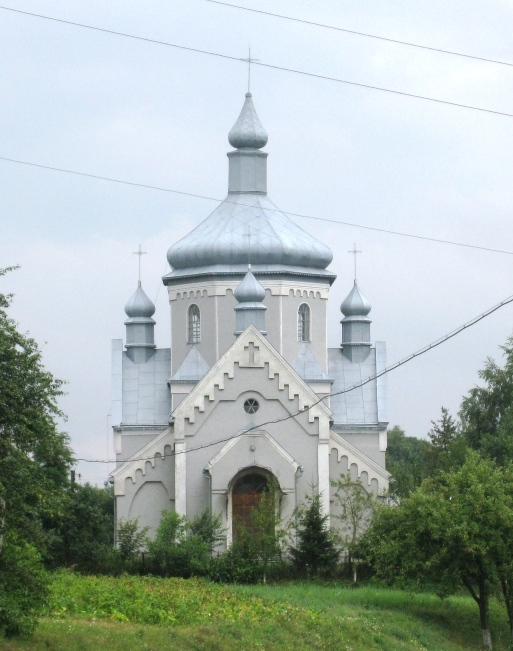
Церковь в Озерянах

Озеряны (укр. Озеряни) — село в Олешанской сельской общине Ивано-Франковского района Ивано-Франковской области Украины. Основано в 1441 году.
Население по переписи 2019 года составляло 538 человек. Занимает площадь 14,9 км². Почтовый индекс — 78045. Телефонный код — 03479.

## История
Село с 1934 по 1939 год входило в гмину Хоцимеж. По состоянию на 1939 г. в селе проживали 1420 греко-католиков, 990 римо-католиков и 10 иудеев.
Село входило в сельский совет села Грушка В 1944 году в селе были убиты оуновцами 17 поляков. 19 мая 2019 года с визитацией в село прибыл епископ Коломыйский УГКЦ Василий (Ивасюк) и освятил новую колокольню.
в 2020 году при парафии похоронен местный приходской священник о. Руслан Босович возле храма.

## Известные люди
- Дмитрий Урсыновичь греко-католический священник, убит оуновцами в селе Грушка родился или проживал в селе
- Николай (Симкайло) епископ Коломыйский УГКЦ, в 2012 году освятил церковь в селе.
- Василий (Ивасюк) епископ Коломыйский УГКЦ в 2020 году возглавил похоронною службу приходского священника
- Феогност (Бодоряк) управляющий епархией ПЦУ в 2023 г. освятил храм в село для православного населения

## Памятки
- Церковь Святого Николая (1740 г.) утрачена 1942 года
- Церковь Святого Николая Чудотворца 2012 г.
- Церковь святых Апостолов Петра и Павла 2023 г.
- Цовдры заповедник на части села